# 食虫植物 (1875年书籍)
《食虫植物》（Insectivorous Plants）是英国自然主义与进化论先驱达尔文的著作。其首次于1875年7月2日出版于伦敦。
其为达尔文一系列涉及自然选择学说的著作之一，研究了使食虫植物能够在困难条件下生存所出现的适应。书中还包含了达尔文本人及其儿子乔治·达尔文和弗朗西斯·达尔文所画的插图。
本书详细记载了达尔文关于各种食虫植物的实验，并仔细研究了其捕食机制。达尔文尝试了多种方法去刺激激活其捕虫器的补偿机制，包括了将其投喂肉块、玻璃，向其吹气及用毛拨动。他发现只有动物运动才会引起反应，并得出结论认为这是一种通过忽略不太可能是营养的刺激以节约能量的进化适应表现。他还发现部分植物具有明显的陷阱结构，其他则通过产生粘性液体诱捕猎物，结论认为这是因自然选择压力而以各种方式捕食猎物的例子。
其第一版印刷了3000本。在达尔文一生中，该书被翻译成了数种语言，其中包括德文。达尔文死后，弗朗西斯·达尔文对其进行了补充和脚注，于1889年出版了英文版。

## 内容
经过1860年对圆叶茅膏菜（Drosera rotundifolia）的初步观察，达尔文制定了一系列的实验，基部确定了这些植物是如何“较好的适应”捕捉昆虫的。:3达尔文了解到这些植物能在沼泽或贫瘠的泥炭土或苔藓中生长茂盛。:18这种土壤的性质意味着氮素是有限的。大部分植物都通过自己的根吸收土壤中的氮素，但这些植物的根系非常弱小，因其已适应了通过捕获昆虫来获取营养（主要为含氮物）。
达尔文指出，茅膏菜与其他食虫植物也以种子为食，因此其也为食素者。:134

### 论点
其腺体对微量的含氮物都非常敏感。他指出，其极端的敏感性完全是为了适应获得营养。例如它们不会对大雨或风对其叶面的刺激作出反应。而昆虫落到上面则会作出反应。这样可以避免多余的运动从而避免浪费能量。
其通过分泌消化物消化含氮物，再吸收。他指出其消化过程类似于动物，会分泌酸与酶参与消化。:135并在书中对其如何从其系统中已有的物质作出适应进行了探讨。:361
当腺体因各种刺激而兴奋时，其细胞也发生了改变。书中达尔文列举了其对圆叶茅膏菜的实验。之后，达尔文将其注意力转移至其他食虫植物进行比较，并指出，在某些情况下，叶片的不同位置分工于消化与吸收。:330-331一段时间里，达尔文猜想一些属通过失去了一些能力，从而能逐步适应其专有的功能（捕虫堇属（Pinguicula）和狸藻属（Utricularia）虽然属同一科，但其已适应利用了两种不同的功能）。:331
达尔文在其自传中写道：
|  | 事实上，植物在兴奋时，会分泌含有酸、酶的液体，其与动物的消化液非常近似，这无疑是个惊人的发现。 |

## 扩展阅读
维基共享资源上的相關多媒體資源：《食虫植物》
- 《食虫植物》英文全文 （页面存档备份，存于）